# Kolgu
Kolgu est un village de la paroisse de Kuusalu dans le nord de la région de Harju en Estonie. Le village n'a aucun habitant(01/01/2012) .